# 波多氏
波多氏（はたし）氏は、平安時代末期から戦国時代末期まで肥前松浦地方で活躍した上松浦党の最大の一族。
嵯峨源氏の流れをくむ渡辺党松浦氏の一統（松浦党）で、渡辺綱の曾孫にあたる松浦久の二男の松浦持が波多の地に移り康和四年（1102年）から波多持と波多姓を名乗り、岸岳城を本拠として発展した。ただし、佐志氏の一派から波多姓の人物が分かれた形跡も存在し、その実際の系譜は不明瞭なものとなっている。
一時は壱岐に進出し壱岐守護を称するなど全盛期を迎えたが、戦国時代には、波多盛（はた さこう）の死後にお家騒動が勃発し、有馬氏や龍造寺氏、そして同じ松浦党の一派下松浦党である平戸氏（平戸松浦氏）の干渉にあい、それに従属するようになる。
波多親（肥前松浦8万石）は有馬氏からの養子であったが、有馬氏が衰退すると龍造寺隆信へ従属し、その勢力を保持した。龍造寺隆信が戦死すると薩摩より九州一円を制覇しつつあった島津氏寄りとなる。そのため、豊臣秀吉が兵を九州に送った際も（九州平定）、秀吉への臣従の姿勢をはっきりとせず改易されかかったが、その時は鍋島直茂のとりなしにより許された。しかし、朝鮮出兵の時、鍋島直茂に従うよう命ぜられたが、それに反発、出陣後に独自行動をとったため、文禄2年（1593年）に秀吉から知行を没収され、武士・大名としての波多氏は滅亡した（滅亡理由については異説もある）。

## 略譜
- 波多泰 - 壱岐島に城代を置く
- 波多興
- 波多盛
- 波多隆 - 波多親派に討たれる
- 波多重 - 隆に同じ
- 波多政 - 壱岐島城代となるが家臣に討たれる
- 波多親 - 盛の娘の嫁ぎ先である有馬義貞との子。16代波多氏当主